# Scottish Third Division 2002-2003
La Scottish Third Division 2002-2003 è stata la 9ª edizione del torneo e ha rappresentato la quarta categoria del calcio scozzese.

## Squadre partecipanti
| Squadra            | Città      | Stadio              | Posizione 2001-2002                                                            |
| ------------------ | ---------- | ------------------- | ------------------------------------------------------------------------------ |
| Albion Rovers      | Coatbridge | Cliftonhill Stadium | 3º posto                                                                       |
| East Fife          | Methil     | Bayview Stadium     | 8º posto                                                                       |
| East Stirlingshire | Falkirk    | Firs Park           | 7º posto                                                                       |
| Elgin City         | Elgin      | Borough Briggs      | 6º posto                                                                       |
| Greenock Morton    | Greenock   | Cappielow Park      | 10º posto in Scottish Divisione Two 2001-2002                                  |
| Gretna             | Gretna     | Raydale Park        | 7º posto in Northern Premier League Division One 2001-2002, ammessa dalla SFA. |
| Montrose           | Montrose   | Links Park          | 5º posto                                                                       |
| Peterhead          | Peterhead  | Balmoor Stadium     | 4º posto                                                                       |
| Queen's Park       | Glasgow    | Hampden Park        | 10º posto                                                                      |
| Stirling Albion    | Stirling   | Forthbank Stadium   | 9º posto                                                                       |

## Classifica finale
|  | Pos. | Squadra            | Pt | G  | V  | N  | P  | GF | GS  | DR  |
|  | ---- | ------------------ | -- | -- | -- | -- | -- | -- | --- | --- |
|  | 1.   | Greenock Morton    | 72 | 36 | 21 | 9  | 6  | 67 | 33  | +34 |
|  | 2.   | East Fife          | 71 | 36 | 20 | 11 | 5  | 73 | 37  | +36 |
|  | 3.   | Albion Rovers      | 70 | 36 | 20 | 10 | 6  | 62 | 36  | +26 |
|  | 4.   | Peterhead          | 68 | 36 | 20 | 8  | 8  | 76 | 37  | +39 |
|  | 5.   | Stirling Albion    | 56 | 36 | 15 | 11 | 10 | 50 | 44  | +6  |
|  | 6.   | Gretna             | 45 | 36 | 11 | 12 | 13 | 50 | 50  | 0   |
|  | 7.   | Montrose           | 33 | 36 | 7  | 12 | 17 | 35 | 61  | −26 |
|  | 8.   | Queen's Park       | 32 | 36 | 7  | 11 | 18 | 39 | 51  | −12 |
|  | 9.   | Elgin City         | 28 | 36 | 5  | 13 | 18 | 33 | 63  | −30 |
|  | 10.  | East Stirlingshire | 13 | 36 | 2  | 7  | 27 | 32 | 105 | −73 |

Legenda:

      Campione di Third Division e promossa in Second Division
      Promossa in Second Division
Note:

Tre punti a vittoria, uno a pareggio, zero a sconfitta.